# 望月春江
望月 春江（もちづき しゅんこう、1893年（明治26年）11月13日 - 1979年（昭和54年）2月13日）は、日本の画家。本名は尚（ひさし）。

## 略歴
山梨県西山梨郡住吉村増坪（現在の甲府市増坪町）に父・宗正、母・もとの二男として生まれる。1908年（明治41年）に山城尋常高等小学校高等科（現在の甲府市立山城小学校）を卒業し、同年に山梨県立甲府中学校（現在の山梨県立甲府第一高等学校）に入学。卒業後、1914年（大正3年）に東京美術学校日本画科に入学。1919年（大正8年）に同科を首席で卒業する。卒業後は結城素明に師事するとともに、文部省大臣官房図書課の嘱託となり、1920年（大正9年）には東京女子高等師範学校（現在のお茶の水女子大学）の講師（後に同校の教授）となった。1913年（大正2年）には実践女子専門学校（現在の実践女子大学）の講師となり、1932年（昭和7年）まで務めている。また、1967年（昭和42年）には東京純心女子短期大学（東京純心女子大学を経て、現在の東京純心大学）の教授となっている。
1971年（昭和46年）に勲四等旭日小綬章を受章、1975年（昭和50年）には山梨県特別文化功労者、1977年（昭和52年）11月には山梨県政特別功績者となり、1978年（昭和53年）3月には紺綬褒章を受章。1979年（昭和54年）2月13日、心不全のため東京慈恵会医科大学附属病院青戸分院で死去。
1921年（大正10年）の第三回帝展で『春に生きんとす』が初入選。1928年（昭和3年）第9回帝展で特選、1929年（昭和4年）の第10回帝展において『明るきかぐのこの実』が特選となる。1937年（昭和12年）には山梨美術協会の結成に参加し創立会員となり、1938年（昭和13年）には川﨑小虎や穴山勝堂らと日本画院を創立。その後、1958年（昭和33年）には第十三回日展に出品した『蓮』により日本芸術院賞を受賞。日展審査員も務めている。
花鳥画を得意とし、後年には墨と金を用いた独特の画風を確立した。代表作には『菖蒲郷』、『香抽暖苑』、『寒月梅花』などがある。
山梨県立美術館が開館する前年の1977年（昭和52年）には、同美術館に代表作20点を寄贈するなど、作品の多くは同美術館に収蔵されている。また、同美術館においては、1979年（昭和54年）4月に「望月春江展」が、2013年（平成25年）には「富士の国やまなし国文祭記念事業 望月春江とその時代展」（開催期間・2013年4月27日 - 同年6月9日）が開催された。

## 親族
- 長女：鈴木美江（日本画家）
- 弟：望月定夫（日本画家）